# 품행 장애
품행장애(conduct disorder)는 반사회적, 공격적, 도전적 행위를 반복적, 지속적으로 행하여 사회 학업 작업 기능에 중대한 지장을 초래하는 장애를 의미한다.
사회적으로 용납되지 않는 행동을 지속하는 것이 품행장애의 주된 증상으로 비행, 공격성이 동반된다. 가족뿐만 아니라 대인관계 전반에서 나타날 수 있으며 가정과 학교, 사회에서 나타난다. 심리적 관점으로는 품행장애로 보지만, 사회적으로는 일탈 행동(misbehavior, deviant behavior), 법률적으로는 청소년 비행(juvenile deliquency)에 해당된다. 대한민국에서는 14세 ~ 20세에서 형법 법령에 저촉되는 행위를 했을 때 범죄행위, 10 ~ 14세 촉법행위, 범죄는 아니지만 범죄를 저지를 우려가 있다고 인정되는 행위를 우범행위로 규정한다. 품행장애는 1950년 대에 '청소년 비행(juvenile delinquency)'으로 소아기에 나타나는 행동장애로써 간주되었고, 1990년 대에 와서야 품행장애(conduct disorder)라는 용어를 사용하였다.
품행장애는 남자에게서 훨씬 높게 나타난다. 청소년기의 여아에게는 성적일탈이 두드러지며 남아는 폭력적 성향이 두드러진다. 주로 청소년 초기에 처음 발현된다. 소아기(10세 이전)에 발병되면 잘 낫지 않으며 청소년기에 발병하면 나이가 들어서 반사회적 행동이 줄어드는 경향이 있다.

## 진단 기준
품행장애의 진단기준에는 엄격한 진단이 필요하며 일회성일 경우는 진단할 수 없다. 평가시 언어표현력의 부족이나 환자의 적대적 태도 등으로 인해 면담이 쉽지 않을 수 있기 때문에 진단 시 학교나 가정에서의 행동에 대한 정보를 보충해야한다.
A. 다른 사람의 기본적인 권리를 침해하고 나이에 맞는 사회 규범 및 규칙을 위반하는, 지속적이고 반복적인 행동 양상으로서, 다음 항목 가운데 3개 이상 항목이 지난 12개월 동안 있어 왔고, 적어도 1개 항목이 지난 6개월 동안 있어 왔다.
<사람과 동물에 대한 공격성>
- 흔히 다른 사람을 괴롭히거나, 위협하거나, 협박한다.
- 흔히 육체적인 싸움을 도발한다.
- 다른 사람에게 심각한 손상을 일으킬 수 있는 무기를 사용한다 (예: 곤봉, 벽돌, 깨진 병, 칼 또는 총).
- 사람에게 신체적으로 잔혹하게 대한다.
- 동물에게 신체적으로 잔혹하게 대한다.
- 피해자와 대면한 상태에서 도둑질을 한다 (예: 노상 강도, 날치기, 강탈, 무장 강도).
- 다른 사람에게 성적 행위를 강요한다.

<재산의 파괴>
- 심각한 손상을 입히려는 의도로 일부러 불을 지른다.
- 다른 사람의 재산을 일부러 파괴한다 (방화는 제외).

<사기 또는 도둑질>
- 다른 사람의 집, 건물, 차에 침입한다.

- 물건이나 호감을 얻기 위해, 또는 의무를 피하기 위해 거짓말을 흔히 한다 (예: 다른 사람을 속인다).
- 피해자와 대면하지 않은 상황에서 귀중품을 훔친다(예: 파괴와 침입이 없는 도둑질, 문서 위조).

<심각한 규칙 위반>
- 13세 이전에 부모의 금지에도 불구하고 밤늦게까지 집에 들어오지 않는다.
- 친부모 또는 양부모와 같이 사는 동안 적어도 2번 가출한다 (또는 오랫동안 돌아오지 않는 1번의 가출).
- 13세 이전에 시작되는 무단 결석.

B.행동의 장해가 사회적, 학업적, 또는 직업적 기능에 임상적으로 심각한 장해를 일으킨다.
C.18세 이상일 경우 반사회적 인격장애의 진단 기준에 맞지 않아야 한다.
<유형>
- 소아기 발병형: 10세 이전에 품행장애 특유의 진단 기준 가운데 적어도 1가지가 발생한 경우
- 청소년기 발병형: 10세 이전에는 품행장애의 어떠한 진단 기준도 충족시키지 않는다.

<심각도>
- 가벼운 정도: 진단을 내리기 위해 요구되는 정도를 초과하여 나타나는 문제가 매우 적고 그리고 다른 사람에게 단지 가벼운 해를 끼친다.(예: 거짓말, 무단결석, 허락 없이 밤늦게까지 집에 들어가지 않는 것)
- 중간 정도: 품행 문제의 수와 다른 사람에게 해를 끼치는 영향의 정도가 가벼운 정도와 심한 정도의 중간이다.(예: 피해자와 대면하지 않는 상황에서 도둑질하기, 기물 파괴하기)
- 심한 정도: 진단을 내리기 위해 요구되는 정도를 초과하여 나타나는 품행 문제가 많거나 또는 다른 사람에게 심각한 해를 끼친다.(예: 성적 강요, 신체적 잔혹함, 무기 사용, 피해자와 대면한 상황에서 도둑질, 파괴와 침입)

### DSM 진단기준
품행장애는 정신질환 진단 및 통계 편람(Diagnostic and Statistical Manual of Mental Disorders) 제4판(DSM-4)에서 규정되어 있다. 18세 미만 중 법률, 사회규범, 규칙을 심각하게 위반하는 등의 반사회적 행동(antisocial behavior)이 장기적으로 나타나는 유형에 기반하여 진단된다. 유사한 기준은 18세 이상에게 있어 반사회성 인격장애(antisocial personality disorder)를 진단하는데 사용된다.
DSM-5에서는 품행장애 기준이 수정되어 있지 않다. 치료현장에서는 '냉담하고 무감각한 특질(callous and unemotional traits)'에 대하여 명시 사항을 추가한 권고안이 있다. DSM-5 기준은 아이에게 나타날 수 있는 다음 4가지 범주를 제시한다.
1. 사람과 동물에 대한 공격성(aggression to people and animals)
2. 재물 파괴(destruction of property)
3. 기만 혹은 절도(deceitfulness or theft)
4. 심각한 규칙 위반(serious violation of rules)

## 원인
원인은 매우 다양하게 제기되고 있는데, 한가지가 아니라 매우 다양한 원인에 의해 발병된다. 유전, 신경생물학적, 사회인지적, 가족환경적, 사회적인 요인 등이 있다. 유전적 요인은 반사회적 인격장애나 알콜중독 등의 질환을 가진 부모에게서 유전되는 경우로 유전만으로는 설명할 수 없고 가족환경적 요인과 생물학적 요인이 함께 작용하는 것으로 알려져 있다. 신경생물학적 요인은 세로토닌 이상이나 성호르몬 이상, 전두엽 활성화 차이 등이 원인이 되어 발병되는 것으로 알려져 있는데, 특히 공격적인 경향의 품행장애에서 이 요인이 두드러진다. 사회인지적인 요인은 인지적인 결함이나 인지적인 왜곡인데, 이 부분은 심리치료를 통해 교정해야 할 부분이다. 그리고 ADHD로 인한 합병증으로 발병할 수도 있다. 또한 가족환경적 요인은 이혼이나 재혼, 양육자의 변화 등의 가족구조 변화와 가족내 스트레스, 부모 범죄의 성향과 부모의 정신병리 등이다. 사회적으로는 이웃과 학교, 대중매체의 영향이 요인이 될 수 있다.

## 품행장애의 진행경과
일생 지속형은 이른 시기에 품행문제가 발병하고 성인기에도 심각한 범법이 지속되고 신경생리학적 손상의 경우, 가족 정신병리가 더 심각한 경우가 있다.
사춘기 한정형은 전형적인 아동기를 겪고 사춘기 동안 반사회적 행동이 높은 수준에 있다가 성인기에 전형 문제없이 회복되는 일시적인 형태이다.

## 치료 및 예방
치료는 의학적인 치료(약물치료, 심리치료)뿐만 아니라 법적인 처리나 가족교육, 사회와 학교에서의 협조 등을 포함하여 이루어진다. 그렇기 때문에 장소도 매우 다양하다. 또한 조기발병일수록 경과가 좋지 않고 성인기의 인격장애로 이어질 가능성이 많기 때문에 예방 프로그램이 강조된다.
증세가 가벼운 경우에는 진로지도를 통해 적응을 도울 수 있다. 하지만 소아기에 발병하게 되면 후에 반사회성 인격장애나 물질관련장애로 바뀔 수 있어 경과가 좋지 않다. 또한 다른 장애(기분장애, 불안장애, 신체형장애, 물질관련장애) 등과 같이 나타난다면 경과가 좋지 않고 신체적으로 위험이 있다. 치료는 이러한 경과 상태나 환경적 요소, 발달력, 가족역사 등을 고려하여 이루어져야 한다. 처벌성 훈육은 치료에 도움이 되지 않으며 조기발병의 경우는 10세 정도까지 차도가 없으면 치유 확률이 거의 없다. 또한 집단치료는 증상악화를 가져오는 경우가 있다.
약물치료는 강조되는 경향에 따라 항우울제, 리튬, 항경련제, 베타차단제, 각성제, 항정신병약 등을 투여한다. 심리치료는 인지행동치료과 행동치료가 사회기술훈련이나 행동개선에 효과가 있다. 또한 가족치료가 병행되기도 하고 부모교육이나 부모상담이 도움을 준다. 일반적으로 집단치료는 잘 하지 않지만 입원치료는 집단치료가 허용된다.
품행장애는 예방이 매우 중요한데 부모나 가족환경, 학교, 사회환경 등의 위험인자를 파악하고 회복인자의 극대화를 파악해야한다. 그리고 예방프로그램의 활용도 필요하다.

## 같이 보기
- 반사회성 인격장애
- 반사회적 행동
- 반항장애